# Rio Cubatão (Paraná)
O rio Cubatão é um curso de água que banha o estado do Paraná. Ele desemboca na baía de Guaratuba e fica na divisa entre Guaratuba e São José dos Pinhais.